# Wladimir Grigorjewitsch Rubaschwili
Wladimir Grigorjewitsch Rubaschwili (russisch Владимир Григорьевич Рубашвили, ossetisch Рубайты Григорийы фырт Владимир, Rubajty Grigorijy fyrt Wladimir, georgisch ვლადიმერ რუბაშვილი, Wladimer Rubaschwili; * 26. Dezember 1940 in Naoza, Mzcheta-Mtianeti; † 1. Februar 1964 in Tiflis) war ein sowjetischer Ringer. Er war Weltmeister 1961 und Bronzemedaillengewinner bei den Olympischen Spielen 1960 in Rom im Freistilringen, Federgewicht.

## Leben
Wladimir Rubaschwili stammt aus Nordossetien. Er begann 1955 mit dem Ringen und wurde, als sich sein Talent herausstellte, zu Dinamo Tiflis delegiert. Er entwickelte sich schon in jungen Jahren zu einem der besten sowjetischen Ringer im freien Stil im Federgewicht. 1960 belegte er bei der sowjetischen Meisterschaft im Federgewicht den 3. Platz hinter G. Kirokosian aus Ordschonikidse (heute Wladikawkas) und J. Juschkow aus Leningrad. 1961 wurde er sowjetischer Meister vor S. Gadschiew aus Machatschkala und Koschkin aus Tallinn. 1962 gewann er zum zweiten Mal den sowjetischen Meistertitel im Federgewicht und belegte auch 1963 bei der Völkerspartakiade der UdSSR im Federgewicht den 1. Platz vor Nodar Chochaschwili aus Ordschonikidse.
Auf internationaler Ebene startete Rubaschwili, der ein ungemein starker, aber auch technisch ausgereifter, manchmal jedoch zu etwas Leichtsinn neigender Ringer war, erstmals bei den Olympischen Spielen 1960 in Rom. Dort musste er als 19-jähriger Newcomer jedoch noch Lehrgeld bezahlen, denn er unterlag in der zweiten Runde unnötigerweise gegen den Pakistaner Muhamad Akhtar und in der 6. Runde schließlich auch noch gegen Stantscho Kolew aus Bulgarien, gewann aber noch die Bronzemedaille.
1961 wurde Rubaschwili in Yokohama Weltmeister im Federgewicht mit vier Siegen trotz einer Niederlage gegen Tamiji Sato aus Japan. 1962 konnte er diesen Titel wegen einer Verletzung nicht verteidigen.
1963 war er bei der Weltmeisterschaft in Sofia aber wieder am Start, kam jedoch dort überraschenderweise überhaupt nicht zur Geltung, denn er verlor gegen den Finnen Tauno Jaskari und den überragenden Japaner Osamu Watanabe und landete auf dem für einen sowjetischen Ringer völlig unakzeptablen 15. Platz.
Rubaschwili bekam keine Gelegenheit mehr, sich zu rehabilitieren. Im Frühjahr 1964 verunglückte er tödlich.

## Internationale Erfolge
(OS = Olympische Spiele, WM = Weltmeisterschaft, F = Freistil, Fe = Federgewicht, damals bis 62 kg Körpergewicht)
- 1960, Bronzemedaille, OS in Rom, F, Fe, mit Siegen über Ernst Meinhardt, Schweiz, Mohammad Khadem, Iran, Erkki Penttilä, Finnland und Tamiji Sato, Japan u. Niederlagen gegen Mohamad Akhtar, Pakistan u. Stantscho Kolew, Bulgarien;
- 1961, 1. Platz, WM in Yokohama, F, Fe, mit Siegen über Hameed Tavakkoli, Iran, Surat Singh, Indien, Yunus Pehlivan, Türkei u. Lee Allen, USA u. trotz einer Niederlage gegen Tamiji Sato;
- 1963, 15. Platz, WM in Sofia, F, Fe, nach Niederlagen gegen Tauno Jaskari, Finnland u. Osamu Watanabe, Japan